# Daniel Razo
Daniel Razo Márquez (Irapuato; 26 de septiembre de 1950) es un exfutbolista mexicano que se desempeñaba como delantero. Es hermano mayor del también futbolista Arturo Razo.

## Trayectoria
Comenzó su carrera en la Segunda División con el equipo de su ciudad natal, Irapuato en 1972, donde jugó dos finales y luego pasó al León, retirándose en 1980.

## Selección nacional
Jugó con la selección amateur de México los Juegos Olímpicos de Múnich 1972, llegando a la segunda fase.

### Participaciones en Juegos Olímpicos
| Torneo                   | Sede   | Resultado    |
| ------------------------ | ------ | ------------ |
| Juegos Olímpicos de 1972 | Múnich | Segunda fase |

## Palmarés

### Títulos internacionales
| Título                  | Equipo         | Sede   | Año  |
| ----------------------- | -------------- | ------ | ---- |
| Preolímpico de Concacaf | México amateur | Varias | 1972 |